# Bernie Ibini-Isei
Bernie Ibini-Isei (Port Harcourt, 12 oktober 1992) is een Australisch voetballer van Nigeriaanse afkomst. 

## Carrière
Bernie Ibini-Isei groeide op in Sydney. Hij won een Gouden Schoen in de Australische jeugdcompetitie met Central Coast Mariners. Ibini-Isei werd overgenomen door Shanghai SIPG als de duurste aankoop van een jeugdspeler in Azië ooit. Door deze club werd hij een aantal maanden uitgeleend aan zijn oude club Central Coast Mariners na het overlijden van zijn vader. 
Ibini-Isei kwam uit voor de Australische voetbalelftallen onder 20 en onder 23. In de zomer van 2015 versierde hij een transfer naar de Belgische club Club Brugge. Tijdens de voorbereiding viel hij echter meteen uit met een kuitbeenbreuk. Hij kwam dat seizoen niet meer in actie. 

## Statistieken
| Seizoen | Club                     | Land                      | Competitie           | Competitie | Competitie | Beker | Beker | Internationaal | Internationaal | Totaal | Totaal |
| Seizoen | Club                     | Land                      | Competitie           | Wed.       | Dlp.       | Wed.  | Dlp.  | Wed.           | Dlp.           | Wed.   | Dlp.   |
| ------- | ------------------------ | ------------------------- | -------------------- | ---------- | ---------- | ----- | ----- | -------------- | -------------- | ------ | ------ |
| 2009/10 | Central Coast Mariners   | Vlag van Australië        | A-League             | 1          | 0          | 0     | 0     | 0              | 0              | 1      | 0      |
| 2010/11 | Central Coast Mariners   | Vlag van Australië        | A-League             | 4          | 1          | 0     | 0     | 0              | 0              | 4      | 1      |
| 2011/12 | Central Coast Mariners   | Vlag van Australië        | A-League             | 29         | 7          | 0     | 0     | 6              | 0              | 35     | 7      |
| 2012/13 | Central Coast Mariners   | Vlag van Australië        | A-League             | 27         | 7          | 0     | 0     | 8              | 0              | 35     | 7      |
| 2013/14 | Shanghai SIPG            | Vlag van China            | Chinese Super League | 10         | 0          | 1     | 0     | 0              | 0              | 11     | 0      |
| 2013/14 | → Central Coast Mariners | Vlag van Australië        | A-League             | 16         | 6          | 0     | 0     | 5              | 0              | 21     | 6      |
| 2014/15 | → Sydney FC              | Vlag van Australië        | A-League             | 28         | 7          | 2     | 0     | 0              | 0              | 30     | 7      |
| 2015/16 | Club Brugge              | Vlag van België           | Eerste klasse        | 0          | 0          | 0     | 0     | 0              | 0              | 0      | 0      |
| 2016/17 | → Sydney FC              | Vlag van Australië        | A-League             | 8          | 2          | 0     | 0     | 0              | 0              | 8      | 2      |
| 2017    | Vancouver Whitecaps      | Vlag van Verenigde Staten | MLS                  | 6          | 1          | 0     | 0     | 0              | 0              | 6      | 1      |
| TOTAAL  | TOTAAL                   | TOTAAL                    | TOTAAL               | 129        | 31         | 3     | 0     | 19             | 0              | 150    | 24     |

## Erelijst
| Kampioen België | 1x | 2016 |